# Carro Rei
Carro Rei é um filme de ficção científica brasileiro de 2022 dirigido por Renata Pinheiro a partir de um roteiro da diretora em parceria com Sérgio Oliveira e Leo Pyrata. O filme é estrelado por Luciano Pedro Jr. e Matheus Nachtergaele e estreou no Festival Internacional de Cinema de Roterdão em 3 de fevereiro de 2021. O filme foi o grande vencedor do 49º Festival de Gramado. O filme foi lançado em 30 de junho de 2022.

## Sinopse
O jovem Uno (Luciano Pedro Júnior) possui a estranha habilidade de se comunicar com carros desde a sua infância. Um certo dia, as autoridades políticas de sua cidade sancionam uma lei que pode colocar a empresa de seu pai em risco, proibindo a circulação de carros antigos nas ruas, e Uno busca seu melhor amigo de infância: um carro. Agora, junto com sue tio (Matheus Nachtergaele), ele irá transformá-lo em no Carro Rei - um automóvel que pode falar, ouvir e ter sentimentos. Um carro com planos para todos.

## Elenco
- Luciano Pedro Júnior como Nuno
- Matheus Nachtergaele como Zé Macaco
- Jules Elting como Mercedes
- Clara Pinheiro como Amora
- Tavinho Teixeira como Deputado Audileyson
- Okado do Canal como Pato
- Rizian como Ruan

## Produção
O desenvolvimento da ideia do filme começou cerca de sete anos antes de iniciar a produção e, segundo Renata Pinheiro, a ideia surgiu a partir de suas observações de carros antigos nas ruas de Recife. Falando sobre o filme ao G1, Pinheiro disse:

É um projeto que desenvolvi há sete anos, e ele surgiu de uma observação onde eu moro, no Recife. Os carros têm muitos direitos, eles ocupam as calçadas, enfim... Os faróis agora parecem olhos, e a história nasceu dessa vontade de contar uma fábula em que os carros tivessem vida, pensassem, falassem... Isso não é tão distante da realidade.
Ainda segundo a diretora, o filme também aborda diversos outros temas que estão presentes no contexto brasileiro atual, como o domínio das indústrias automobilísticas, a relação homem e máquina, descaso com meio ambiente, ameaças de movimentos fascistas e os impactos provocados pela tecnologia e fake news.
A história do filme foi desenvolvida em parceria entre Renata Pinheiro, Sérgio Oliveira e Léo Pyarata. O filme é uma produzido por Carol Ferreira e Sérgio Oliveira, da Aroma Filmes. As filmagens aconteceram no Agreste Pernambucano, especificamente na cidade de Caruaru, com direção de fotografia de Fernando Lockett e direção de arte de Karen Araújo. Ao todo, as gravações ocorreram ao longo de 2 meses, entre abril e maio de 2019.
Luciano Pedro Júnior, natural do estado de Alagoas, interpreta Uno, um rapaz com habilidade de conversar com carros. Ele convidado pela cineasta Renata Pinheiro para o elenco do filme. O ator disse em entrevista à TV Gazeta que receber o personagem protagonista do filme foi uma grande surpresa.

## Lançamento
A estreia mundial do filme se deu na Holanda, ao ser exibido na mostra oficial do Festival Internacional de Cinema de Roterdão em 3 de fevereiro de 2021. Em seguida, o filme foi lançado na Coreia do Sul com exibição no Bucheon International Fantastic Film Festival. Na Suíça, em 4 de julho de 2021, participou do Neuchâtel International Fantastic Film Festival. Carro Rei também foi selecionado para o Fantasia Film Festival, no Canadá.
Após participar de diversos festivais internacionais, o filme fez sua estreia no Brasil durante a 49° Festival de Cinema de Gramado, onde foi premiado com cinco Kikitos. Devido a Pandemia de COVID-19, a exibição do filme se deu através do Canal Brasil em 18 de agosto de 2021. Em 10 de outubro de 2021 esteve no Olhar de Cinema - Festival Internacional de Curitiba, no Paraná.

## Recepção

### Crítica
As primeiras resenhas críticas sugeriram que Carro Rei seria bem avaliado pelos críticos de cinema. O filme foi destaque entre os filmes exibidos no 49° Festival de Gramado, onde venceu a categoria de melhor filme. A ousadia e originalidade da história foram elogiadas. Em sua crítica ao Papo de Cinema, Bruno Carmelo avaliou o filme com uma nota 7 de 10, escrevendo: "Para uma premissa fantástica, uma estética fantástica. A diretora rompe com o naturalismo, embora sua aventura mecânico-futurista possua óbvia relação com a realidade. O espectador imerge num universo onde o céu e a superfície dos automóveis são tingidos de verde profundo."
Jorge Pereira Rosa, do C7nema, avaliou o filme com 3,5 de 5 estrelas, escrevendo: "Esta deliciosa farsa sci-fi de estética bem “velha guarda” revela ainda proximidade com cinemas de zombies (os carros transformam-se uma espécie de mortos-vivos), mas também das sagas futuristas e distópicas em que as máquinas ganham poder e escravizam os humanos, falando no processo daquilo que já Chuck Palahniuk abordava em Clube de Combate: "as coisas que você possui acabam por possuí-lo"."

### Prêmios e indicações
| Ano  | Associações                                     | Categoria                        | Recipiente(s)        | Resultado |
| ---- | ----------------------------------------------- | -------------------------------- | -------------------- | --------- |
| 2021 | Festival Internacional de Cinema de Roterdão    | Big Screen Award                 | Renata Pinheiro      | Indicado  |
| 2021 | Neuchâtel International Fantastic Film Festival | Melhor Filme                     | Renata Pinheiro      | Indicado  |
| 2021 | Fantasia Film Festival                          | Camera Lucida Award              | Renata Pinheiro      | Indicado  |
| 2021 | Festival de Cinema de Gramado                   | Melhor Longa-metragem Brasileiro | Renata Pinheiro      | Venceu    |
| 2021 | Festival de Cinema de Gramado                   | Melhor Trilha Sonora             | DJ Dolores           | Venceu    |
| 2021 | Festival de Cinema de Gramado                   | Melhor Direção de Arte           | Karen Araújo         | Venceu    |
| 2021 | Festival de Cinema de Gramado                   | Melhor Som                       | Guile Martins        | Venceu    |
| 2021 | Festival de Cinema de Gramado                   | Melhor Ator (Prêmio do Júri)     | Matheus Nachtergaele | Venceu    |